# Muscisaxicola capistratus
Muscisaxicola capistratus là một loài chim trong họ Tyrannidae.
Loài chim này được tìm thấy ở miền tây Argentina, phía đông Andean Chile, tây nam Bolivia, và miền nam Peru. Môi trường sống tự nhiên của loài chim này là đồng cỏ ôn đới.
Loài này sinh sản ở miền nam Argentina và Chile, miền bắc Tierra del Fuego, và di chuyển về phía bắc vào mùa đông ở Úc.